# Недогибченко, Леонид Васильевич
Леонид Васильевич Недогибченко (9 августа 1922, Полесский район — 27 марта 1944, Николаев) — Герой Советского Союза, участник десанта Ольшанского, бронебойщик роты противотанковых ружей 384-го отдельного батальона морской пехоты Одесской военно-морской базы Черноморского флота, матрос.

## Биография
Родился 9 августа 1922 года в селе Максимовичи ныне Полесского района Киевской области. Вскоре с родителями переехал в Донецкую область. Украинец. Беспартийный. В Донбассе окончил пять классов. Работал в совхозе.
В 1942 году Недогибченко был призван в Военно-Морской флот. Воевал в составе орудийного расчёта 57-го отдельного зенитно-артиллерийского дивизиона Черноморского флота. Участвовал в боях на Новороссийском и Туапсинском участках фронта.
В апреле 1943 года матрос Недогибченко был зачислен в 384-й батальон морской пехоты Черноморского флота на должность наводчика противотанкового ружья. Осенью 1943 года участвовал в десантных операциях по освобождению городов Таганрога, Мариуполя и Осипенко (ныне Бердянск). За отличное выполнение боевых заданий командования в боях за освобождение города Мариуполя в октябре 1943 года он был награждён медалью «За отвагу».

## Подвиг
Во второй половине марта 1944 года войска 28-й армии начали бои по освобождению города Николаева. Чтобы облегчить фронтальный удар наступающих, было решено высадить в порт Николаев десант. Из состава 384-го отдельного батальона морской пехоты выделили группу десантников под командованием старшего лейтенанта Константина Ольшанского. В неё вошли 55 моряков, 2 связиста из штаба армии и 10 сапёров. Проводником пошёл местный рыбак Андреев. Одним из десантников был матрос Недогибченко.
Двое суток отряд вёл кровопролитные бои, отбил 18 ожесточённых атак противника, уничтожив при этом до 700 солдат и офицеров врага. Во время последней атаки фашисты применили танки-огнемёты и отравляющие вещества. Но ничто не смогло сломить сопротивление десантников, принудить их сложить оружие. Они с честью выполнили боевую задачу.
28 марта 1944 года советские войска освободили Николаев. Когда наступающие ворвались в порт, им предстала картина происшедшего здесь побоища: разрушенные снарядами обгорелые здания, более 700 трупов фашистских солдат и офицеров валялись кругом, смрадно чадило пожарище. Из развалин конторы порта вышло 6 уцелевших, едва державшихся на ногах десантников, ещё 2-х отправили в госпиталь. В развалинах конторы нашли ещё четверых живых десантников, которые не могли подняться: они умирали. Пали все офицеры, старшины, сержанты и многие краснофлотцы. Погиб и матрос Л. В. Недогибченко.
Похоронен в братской могиле в городе Николаев в сквере 68-ми десантников.
Весть об их подвиге разнеслась по всей армии, по всей стране. Верховный Главнокомандующий приказал всех участников десанта представить к званию Героя Советского Союза.
Указом Президиума Верховного Совета СССР от 20 апреля 1945 года за образцовое выполнение боевых заданий командования на фронте борьбы с немецкими захватчиками и проявленные при этом отвагу и геройство матросу Леониду Васильевичу Недогибченко было присвоено звание Героя Советского Союза (посмертно).
В районном центре Полесское Киевской области открыт мемориал землякам, погибшим в годы Великой Отечественной войны, где установлен бюст Л. В. Недогибченко, а одна из улиц названа именем Героя. Также его именем названа улица в городе Часов Яр Донецкой области.
В Николаеве в сквере имени 68-ми десантников установлен памятник. В посёлке Октябрьском на берегу Бугского лимана, откуда уходили на задание десантники, установлена мемориальная гранитная глыба с памятной надписью.
Награждён орденом Ленина, медалью «За отвагу».
Решением Часовоярского городского совета от 13.07.2000 № ХХIII/12-158 Недогибченко Леониду Васильевичу присвоено звание «Почетный гражданин города Часов Яр» (посмертно).